# Краснотелки
Краснотелки, или земляные клещи (лат. Trombidium) — род клещей из семейства Trombididae. Насчитывает около 30 описанных видов.
Представители рода имеют трахеи, глаза на стебельках и бархатистую кожу (благодаря густым коротким волоскам с утолщёнными кончиками). Взрослые клещи питаются растительной пищей, личинки паразитируют на пауках и насекомых.
Живут на земле и растениях, проходят стадию личинки с 6 ногами.
Обыкновенная краснотелка (Trombidium holosericeum) кровяно-красного цвета, длиной 2,2—3 мм, почти 4-угольной формы с выемкой сзади, на спине волосистые бородавочки. Распространена в Палеарктике, обитает на земле, во мху.
Trombidium fuliginosum темно-красного цвета с удлиненно 4-угольным, на конце закругленным телом, водится во влажных местах под камнями и во мху.
Trombidium tictorium, обитающий в Суринаме и Гвиане, достигает 11 мм длины и даёт красную краску.
- Trombidium breei
- Trombidium brevimanum
- Trombidium cancelai
- Trombidium carpaticum
- Trombidium dacicum
- Trombidium daunium
- Trombidium fturum
- Trombidium fuornum
- Trombidium geniculatum
- Trombidium heterotrichum
- Trombidium holosericeum
  - Trombidion soyeux
- Trombidium hungaricum
- Trombidium kneissli
- Trombidium latum
- Trombidium mastigotarsum
- Trombidium mediterraneum
- Trombidium meyeri
- Trombidium monoeciportuense
- Trombidium parasiticum
- Trombidium poriceps
- Trombidium pygiacum
- Trombidium raeticum
- Trombidium rhophalicus
- Trombidium rimosum
- Trombidium rowmundi
- Trombidium semilunare
- Trombidium susteri
- Trombidium teres
- Trombidium toldti